# Taller
Taller – miejscowość i gmina we Francji, w regionie Nowa Akwitania, w departamencie Landy.
Według danych na rok 1990 gminę zamieszkiwało 396 osób, a gęstość zaludnienia wynosiła 10 osób/km² (wśród 2290 gmin Akwitanii Taller plasuje się na 795 miejscu pod względem liczby ludności, natomiast pod względem powierzchni na miejscu 177).